# ماریا گرامووا
ماریا گرامووا (به روسی: Мария Громова - Mariya Gromova) ورزشکار زن رشتهٔ شنا اهل کشور روسیه است. وی در بین سال‌های ‎۲۰۰۴ تا ۲۰۱۲ میلادی در مسابقات بازی‌های المپیک تابستانی در مجموع ۳ مدال طلا را کسب کرد.